# Huanhui od Hana
Kralj Huanhui od Hana (韩桓惠王; Hán Huánhuì Wáng) (? – 239. prije nove ere) bio je kralj Hana u staroj Kini 272. prije nove ere – 239. prije nove ere.
Bio je sin kralja Xija od Hana i njegove žene, a osobno mu je ime nepoznato, vjerojatno zbog tabua.
Huanhui je poslao 246. prije nove ere Zheng Guoa u Qin kako bi dobio novi kanal, koji je znan kao kanal Zhengguo.
262. prije nove ere kralj je Nan od Zhoua poslao Bai Qija da napadne Han i zauzme Yewang (Qinyang). 
Huanhuija je naslijedio njegov sin, An od Hana.